# 谱子流形

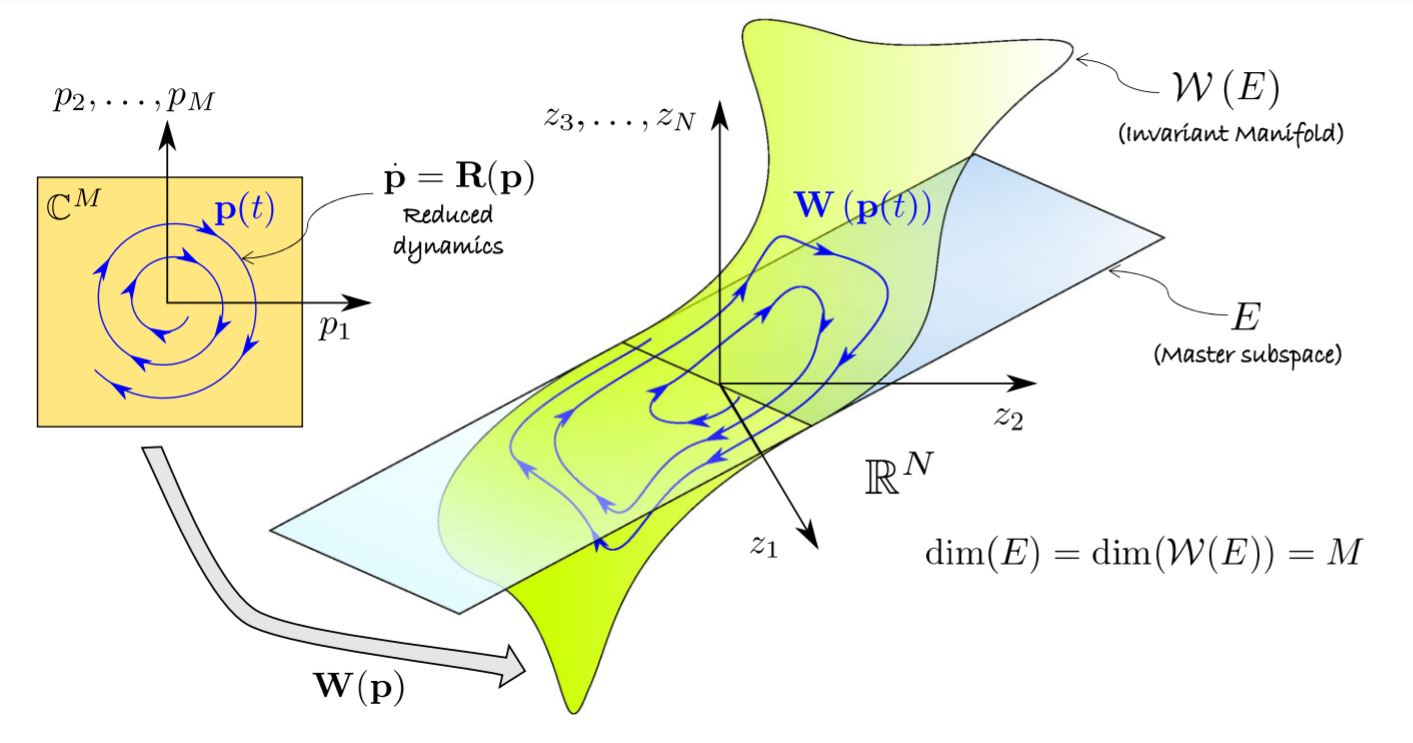
谱子流形从谱子空间E产生（emanate）出来的示意图。既约坐标中的轨迹通过流形参数化，映射到相空间。

动力系统中，谱子流形（SSM）是唯一的最光滑不变流形，是线性动力系统的谱子空间添加非线性因素后的非线性推广。SSM理论为线性动力系统特征空间的不变性质推广到非线性系统提供了条件，于是激发了SSM在非线性降维中的应用。

## 定义
考虑非线性常微分方程
{\displaystyle {\frac {dx}{dt}}=Ax+f_{0}(x),\quad x\in \mathbb {R} ^{n},}
常矩阵{\displaystyle \ A\in \mathbb {R} ^{n\times n}}，光滑函数中包含非线性项{\displaystyle f_{0}={\mathcal {O}}(|x|^{2})}。
假设对A的所有特征值{\displaystyle \lambda _{j},\ j=1,\ldots ,n}都有{\displaystyle {\text{Re}}\lambda _{j}<0}，即原点是渐进稳定的定点。现选择m个特征向量{\displaystyle v_{i}^{E}}张成的空间{\displaystyle E={\text{span}}\,\{v_{1}^{E},\ldots v_{m}^{E}\}}，则特征空间E是线性化系统的不变子空间
{\displaystyle {\frac {dx}{dt}}=Ax,\quad x\in \mathbb {R} ^{n}.}
在线性系统中加入非线性项{\displaystyle f_{0}}，E通常会扰动成无穷多个不变流形。当中，唯一最平滑的流形就是谱子流形。
对{\displaystyle {\text{Re}}\lambda _{j}>0}，不稳定SSM的等价结果成立。

### 存在性
只要E的谱中的特征值{\displaystyle \lambda _{i}^{E}}满足某些非共振条件，就能保证原点处存在与E相切的谱子流形。特别是，在谱子空间之外，不可能存在与A的某个特征值相等的{\displaystyle \lambda _{i}^{E}}的线性组合。若存在这种外部共振，就可将共振模式纳入E，并将分析推广到与广义谱子空间有关的高维SSM。

## 非自治推广
关于谱子流形的理论可推广到非线性非自治系统，形式为
{\displaystyle {\frac {dx}{dt}}=Ax+f_{0}(x)+\epsilon f_{1}(x,\Omega t),\quad \Omega \in \mathbb {T} ^{k},\ 0\leq \epsilon \ll 1,}
其中{\displaystyle f_{1}:\mathbb {R} ^{n}\times \mathbb {T} ^{k}\to \mathbb {R} ^{n}}是准周期强迫项。

## 意义
谱子流形对动力系统中严格的非线性降维非常有用。高维相空间还原为低维流形后，便可精确描述系统的主要渐进行为，从而大大简化系统结构。对已知的动力系统，可通过解不变方程分析地计算SSM，并利用SSM上的简化模型预测对强迫的响应。
此外，还可利用机器学习算法，直接从动力系统的轨迹数据中提取这些流形。